# نادي رينجرز
نادي رينجرز لكرة القدم (بالإنجليزية: Rangers Football Club) هو أحد أندية كرة القدم في غلاسكو باسكتلندا، ويلعب الآن في الدوري الاسكتلندي الممتاز، وقد حقق نادي رينجرز أكثر الألقاب العالمية بحصوله على 55 لقب دوري ويعد رقما قياسياً. يعد نادي سلتيك هو الغريم التقليدي لرينجرز عبر التاريخ، وتعرف مبارياتهما باسم أولد فيرم (بالإنجليزية: Old Firm).

## تاريخ رينجرز
يعود تأسيس النادي عندما اجتمع الأخوين Moses and Peter McNeil , Peter Campbell and William McBeath سنة 1872 وأطلقوا عليه اسم (نادى الراكبي الإنجليزي), وفي شهر مايو من نفس العام أقيمت أول مباراة وكانت النتيجة بالتعادل السلبي 0/0 في لقاء ودّي مع نادى كالاندر الإسكتلندي.

### هبوط النادي
في يوليو من سنة 2012 قررت أندية كرة القدم في اسكتلندا بالإجماع، إجبار نادي جلاسكو رينجرز العريق على الهبوط إلى «الدرجة الثالثة» بسبب أزمته المالية الحادة. وأوضح اتحاد الكرة الإسكتلندي في بيان على موقعه الرسمي أن 25 ناديًا من أصل 30 صوّتت لصالح هبوط رينجرز من الدرجة الأولى إلى الثالثة اعتبارًا من موسم 2012-2013.
وكانت أندية دوري الدرجة الأولى قد رفضت بأغلبية «ساحقة» مشاركة نادي رينجرز في النسخة المقبلة من البطولة رغم جدولة ديونه. وعانى النادي العريق من أزمة مالية طاحنة أجبرته على إشهار إفلاسه بعد تراكم الديون، وقام رجل الأعمال تشارلز جرين بشراء النادي مقابل سبعة ملايين يورو وحوّله لشركة جديدة باسم «ذي رينجرز فوتبول كلوب» بعد أن وصلت الديون المتراكمة للنادي مع مصلحة الضرائب البريطانية لـ25 مليونًا و 800 ألف يورو.

## الألقاب

### محلية
- الدوري الاسكتلندي الممتاز
  - البطل (55 مرة): 1890–91 ,1898–99، 1899–1900، 1900–01، 1901–02، 1910–11، 1911–12، 1912–13، 1917–18، 1919–20، 1920–21، 1922–23، 1923–24، 1924–25، 1926–27، 1927–28، 1928–29، 1929–30، 1930–31، 1932–33، 1933–34، 1934–35، 1936–37، 1938–39، 1946–47، 1948–49، 1949–50، 1952–53، 1955–56، 1956–57، 1958–59، 1960–61، 1962–63، 1963–64، 1974–75، 1975–76، 1977–78، 1986–87، 1988–89، 1989–90، 1990–91، 1991–92، 1992–93، 1993–94، 1994–95، 1995–96، 1996–97، 1998–99، 1999–2000، 2002–03، 2004–05، 2008–09، 2009–10، 2010–11، 2020–21.
  - الوصيف 32
- كأس اسكتلندا
  - البطل (33 مرة): 1893–94، 1896–97، 1897–98، 1902–03، 1927–28، 1929–30، 1931–32، 1933–34، 1934–35، 1935–36، 1947–48، 1948–49، 1949–50، 1952–53، 1959–60، 1961–62، 1962–63، 1963–64، 1965–66، 1972–73، 1975–76، 1977–78، 1978–79، 1980–81، 1991–92، 1992–93، 1995–96، 1998–99، 1999–2000، 2001–02، 2002–03، 2007–08، 2008–09.
  - الوصيف (18)
- كأس الدوري الإسكتلندي
  - البطل (27 مرة): 1946–47، 1948–49، 1960–61، 1961–62، 1963–64، 1964–65، 1970–71، 1975–76، 1977–78، 1978–79، 1981–82، 1983–84، 1984–85، 1986–87، 1987–88، 1988–89، 1990–91، 1992–93، 1993–94، 1996–97، 1998–99، 2001–02، 2002–03، 2004–05، 2007–08، 2009–10، 2010–11.
  - الوصيف (8)
- الدوري الاسكتلندي الدرجة الثانية (مرة): 2015–16
- الدوري الاسكتلندي الدرجة الثالثة (مرة): 2013–14
- الدوري الاسكتلندي الدرجة الرابعة (مرة): 2012–13
- كأس التحدي الإسكتلندي
  - البطل (مرة): 2015–16
  - الوصيف (مرة)

### قارية
- كأس الكؤوس الأوروبية
  - البطل (مرة): 1971–72
  - الوصيف (مرتين): 1960–61، 1966–67
- كأس الاتحاد الأوروبي / الدوري الأوروبي:
  - الوصيف (مرتين): 2007–08، 2021–22
- كأس السوبر الأوروبي:
  - الوصيف (مرة): 1972

## الشعار

شعار النادي من 1991 إلى 2020
شعار النادي من 2020 وحتى الآن
شعار النادي موسم 2021-22 بمناسبة مرور 150 عاماً على تأسيسه

## ستاد فريق رينجرز

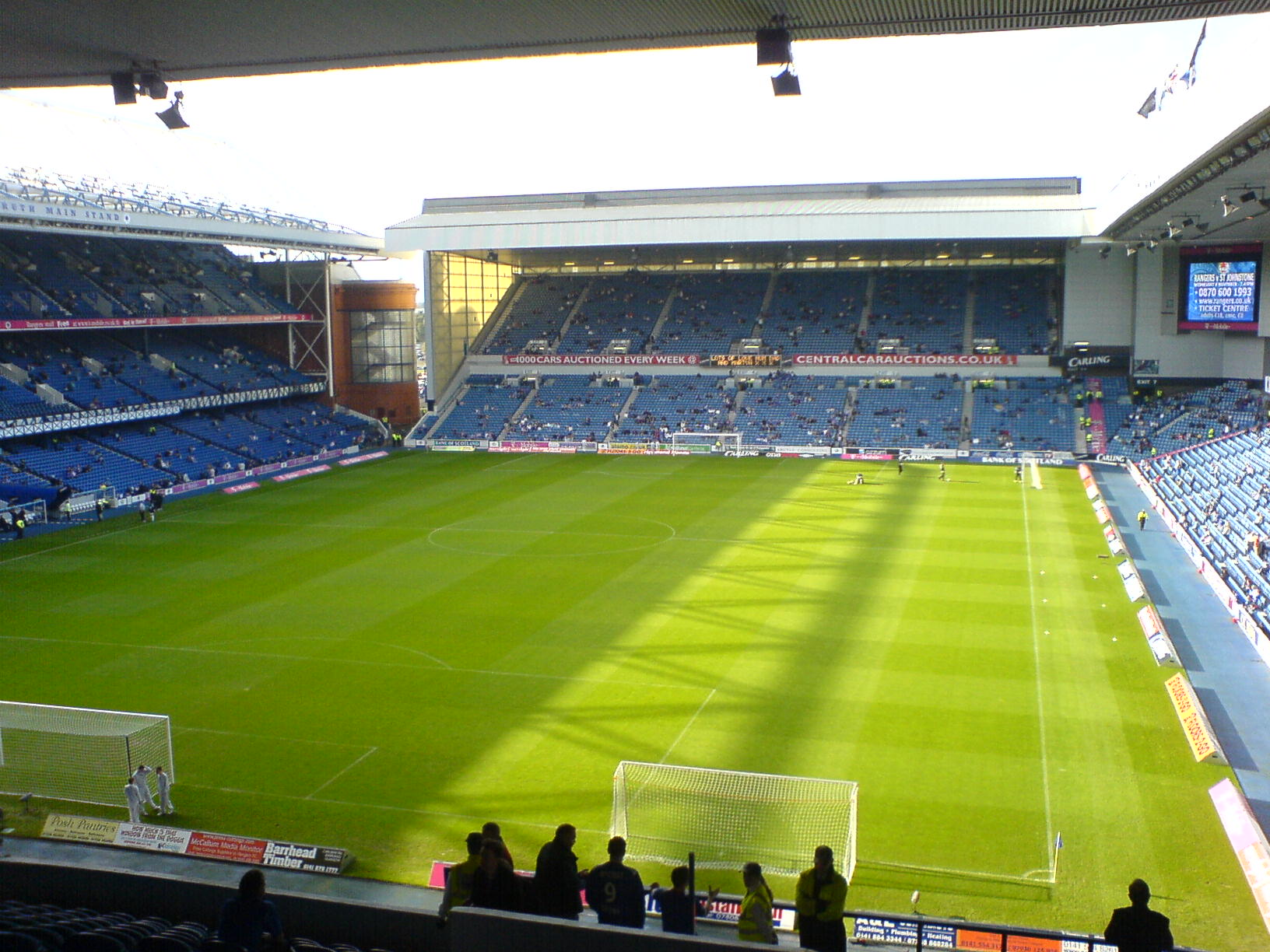
ملعب إيبروكس الخاص بنادي رينجرز

- ستاد ايبروكس هو استاد فريق رينجرز ويقع في الجانب الجنوبى من نهر كلايد وفي الأساس كانت هذه المنطقة تسمى متنزة ايبروكس.
- موراى بارك هو نادى التدريب لفريق رينجرز ويقع في ضواحى غلاسكو.